# Astrid González
Astrid González (1994, Medellín, Colombia) es una artista plástica y activista afrocolombiana. Utiliza su arte para manifestar reflexiones estéticas y críticas sobre los procesos históricos de las comunidades afrodescendientes en América, la invisibilización e hibridación de la cultura desde una visión política. 

## Biografía
Estudió artes plásticas en la Fundación Universitaria Bellas Artes de Medellín graduándose con honores. 
Obtuvo una beca para cursar el Certificado de Estudios Afrolatinoamericanos con relación al ámbito de la investigación por la Afro-Latin American Research Institute, Universidad de Harvard en Boston.
Ha trabajado desde diferentes técnicas y formatos como la fotografía, video, dibujo digital, escultura y experiencia sonora.

## Estilo artístico
Su estilo artístico está basado en hablar de las personas afrodescendientes, las personas negras y el racismo sin recaer en estereotipos e imaginarios violentos. Partiendo de cartografías con elementos simbólicos que aterrizan al afrodescendiente en el contexto colonial y el racismo estructural. También se orienta al nacimiento y consolidación de pueblos cimarrones y palenqueros.

## Obra
En 2016 durante su semestre de pregrado en Medellín, comenzó con su trabajo de investigación con preguntas sobre la memoria y los territorios afro en Colombia, a partir de los procesos de destierro a causa del conflicto armado, misma que continúo en Chile. Finalmente, en 2019 posterior a su investigación publicó un libro titulado Ombligo cimarrón, investigación creación. Recorrido visual hacia una comprensión de la afrodescendencia donde revisa los símbolos de la cultura y resistencia afrodescendiente como memorias colectivas que habitan los espacios domésticos transformándose en migraciones internas de Chocó-Medellín. 
En Chile, país donde radica, trabajó en una iniciativa de investigación llamada Proyecto diálogos, coordinado por el Centro Interdisciplinario de Estudios Interculturales e Indígenas, revisando las demandas políticas de los pueblos ancestrales, interculturalidad y creación artística como catalizadora.
Su obra Pronunciar perejil en la masacre, fue expuesta en 2023 como parte de Fragmentos del mundo, en el Museo de Antioquia, se presenta el proyecto de video que realizó junto a artistas mapuche donde incluyen testimonios, imagen en movimiento, música y sonidos que son referentes vinculados a la masacre. 
En 2023 expuso su obra Drexciya, una vídeo instalación que reinterpreta y reflexiona el mito de afro ficción con el mismo nombre, que habla de un país ubicado al fondo del Atlántico, donde habitan los hijos no nacidos de mujeres africanas que estaban embarazadas al momento de ser arrojadas al mar por las embarcaciones esclavistas. Esta instalación fue una forma de acercar la visión afro con otras visiones y formas de construcción del conocimiento que existen, pensando a la ficción del mito como una posibilidad de construir un mundo donde las personas negras y africanas vivan sin la violencia del racismo.
Durante el 2024 y 2025 participó en la exposición Quitarse la Venda de los Ojos en el Archivo General de la Nación en colaboración con el Museo Nacional y el Semillero de Estudios Afrodescendientes de la Universidad del Rosario.

## Posición política
Tiene una apuesta política, cultural y estética desde la biografía. A través de grupos de jóvenes en Colombia, mujeres migrantes negras y afrochilenas en Chile, partiendo del reconocimiento de la existencia de otras experiencias afro. Es partidaria del feminismo descolonial y otros feminismos que no sean el blanco. Siguiendo con la idea de que el feminismo blanco se basa en que todas las mujeres son iguales y padecen de la misma manera, sin tener en cuenta la interseccionalidad, la cultura, clase, género y etnia.
Poder, como persona afrodescendiente, construir imágenes es un ejercicio político porque finalmente es cómo le llega información a las personas. 

## Premios y reconocimientos
- Fue galardonada en la X Convocatoria de Nuevos Talentos en el Arte, de la Cámara de Comercio de Medellín. [9]
- Entre los años 2022 y 2023 fue reconocida con la beca The Democracy Machine: Artists and Self-Governance in the Digital Age, otorgada por Eyebeam, Nueva York. [4]